# Funaria orthocarpa
Funaria orthocarpa är en bladmossart som beskrevs av Mitten 1859. Funaria orthocarpa ingår i släktet spåmossor, och familjen Funariaceae. Inga underarter finns listade i Catalogue of Life.